# Estação Barueri
A Estação Barueri é uma estação ferroviária, pertencente à Linha 8–Diamante, operada pela ViaMobilidade. Está localizada no município de Barueri.

## História

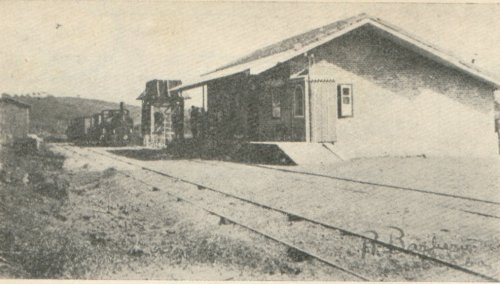
Primeira estação de Barueri, construída em 1875 e existente até 1926

Durante a construção da linha tronco da Estrada de Ferro Sorocabana, entre São Paulo e Iperó, foram estabelecidos vários acampamentos de trabalhadores ao longo dos 110 quilômetros que formavam o trecho inicial da estrada. Um desses acampamentos, o do quilômetro 26, foi estabelecido em 24 de junho de 1872. Para celebrar a ocasião, os trabalhadores construíram uma pequena capela dedicada ao santo daquele dia, São João Batista. O núcleo desse acampamento deu origem à estação e ao centro de Barueri. Em 1898, a pequena capela foi substituída pela Igreja de São João Batista.
A estação de Barueri foi aberta junto com a Linha Tronco, em 10 de julho de 1875, sendo uma das primeiras estações desta. Com o crescimento do tráfego de pessoas e mercadorias, a pequena estação de Barueri tornou-se acanhada e foi substituída por um novo prédio, aberto em 1926, durante a duplicação e retificação da ferrovia.
Apesar do crescimento de Barueri, que, de distrito de Santana de Parnaíba, se emancipou e se transformou em município em 1949, a Sorocabana não investiu na modernização do prédio, que se conservou o mesmo até 1980. Naquela época, a Sorocabana havia sido incorporada pela Fepasa, e esta realizava o plano de modernização dos trens de subúrbios, lançando a licitação S04-1-79, em 24 de março de 1979, visando a reconstruir a estação de Barueri. Assim, a estação de 1926 foi demolida e substituída por uma nova edificação — inaugurada em 5 de novembro de 1982.
Em fevereiro de 1996, as linhas e estações do trem metropolitano da Fepasa, incluindo Barueri, foram repassadas para a CPTM. Esta, por sua vez, realizou, entre novembro de 2004 e março de 2005, a concorrência número 8379402011, objetivando a remodelação de doze estações, divididas em seis lotes. A Estação Barueri foi incluída no lote 2 (ao lado da estação de Carapicuíba), vencido pelo consórcio Harza/Lenc, pelo valor de 506 359,67 reais. Em 2007, o consórcio concluiu os projetos, e os resultados foram apresentados pela CPTM em audiência pública, em junho de 2007.
As obras de remodelação da Estação Barueri foram contratadas por meio da licitação número 8401090011, realizada entre agosto e novembro de 2009. Essa licitação foi vencida pela empresa JZ Engenharia e Comércio Ltda., pelo valor de 7 787 629,25 reais. A estação, remodelada e ampliada, foi reinaugurada em 18 de novembro de 2011.
Em 20 de abril de 2021, foi concedida para o consórcio ViaMobilidade, composto pelas empresas CCR (atual Motiva) e RUASinvest, com a concessão para operar a linha por trinta anos. O contrato de concessão foi assinado e a transferência da linha foi realizada em 27 de janeiro de 2022.
Em 2023, a estação foi utilizada como ponto de embarque de trens expressos que seguiam com destino à Estação Autódromo da Linha 9-Esmeralda, visando atender ao público que adentrasse o Autódromo de Interlagos para assistir à primeira edição do The Town Festival, fazendo uma única parada na Estação Pinheiros, também da Linha 9-Esmeralda. O esquema é semelhante ao que ocorre na própria Estação Pinheiros, quando são realizados grandes eventos no Autódromo. Tal modalidade será repetida na edição de 2025.

## Tabela
| Sigla | Estação | Inauguração         | Integração                          | Plataformas | Posição    | Notas |
| ----- | ------- | ------------------- | ----------------------------------- | ----------- | ---------- | --- |
| BRU   | Barueri | 10 de julho de 1875 | Bilhete Único da SPTrans / Benfácil | Centrais    | Superfície | Estação construída pela Estrada de Ferro Sorocabana Reconstruída pela FEPASA em 5 de novembro de 1982 Retrofit entregue pela CPTM em 18 de novembro de 2011 |